# نادي أونياو دو سونغو
أونياو دو سونغو (بالإنجليزية:União Desportiva do Songo) نادي كرة قدم موزمبيقي يقع مقره في مدينة سونغو يلعب في الدوري الموزمبيقي. تم تأسيس النادي في سنة 1982.

## إنجازات الفريق
- كأس موزمبيق: 1

2016